# Buckenham Tofts
Buckenham Tofts eller Buckenham Parva var en civil parish fram till 1935 när den uppgick i civil parish Stanford, i grevskapet Norfolk i England. Civil parish var belägen 11 km från Thetford och hade 60 invånare år 1931. Byn nämndes i Domedagsboken (Domesday Book) år 1086, och kallades då Buchenham/Buckenham.